# Кейтли, Чарльз
Чарльз Фредерик Кейтли (англ. Charles Frederic Keightley; 24 июня 1901 — 17 июня 1974 года) — генерал Британской армии, участник Второй мировой Войны, губернатор Гибралтара с 1958 по 1962 годы.

## Ранние годы и начало карьеры
Родился в 1901 году. Окончил Королевское военное училище в Сандхерсте и в декабре 1921 году в звании второго лейтенанта был направлен для прохождения службы в 5-й (принцессы Уэльской Шарлотты) драгунский гвардейский полк, который после объединения с 6-м (Иннискиллинским) драгунским полком в следующем году стали 5-м/6-м драгунским полком. В конце 1923 году Кейтли получил повышение до лейтенанта, а в апреле 1932 года — до капитана, три года отслужив в качестве полкового адъютанта. С января 1935 года учился в Штабном колледже в Кемберли. В октябре 1937 года назначен начальником штаба механизированной кавалерийской бригады в Египте. Несмотря на дальнее расположение подразделения, в ноябре Кейтли принял участие в церемонии коронации короля Георга VI в Лондоне в качестве члена процессии, сопровождающей короля и королеву. В сентябре 1938 года его бригада вошла в состав только что созданной Мобильной дивизии в Египте под командованием влиятельного Перси Хобарта.
Кейтли недолго пользовался покровительством Хобарта, и, получив повышение до майора, был переведён в декабре 1938 года инструктором в Штабной колледже в Кемберли, проходя здесь службу в звании подполковника.

## Вторая мировая война
В 1940 году Чарльз Кейтли был назначен ассистент-адъютантом и генерал-квартирмейстером (начальником административной службы) 1-й бронетанковой дивизии, отправившись вместе с ней во Францию. После эвакуации из Франции дивизия была переформирована в Англии и 13 мая 1941 года Кейтли получил повышение до исполняющего обязанности командира бригады, взяв под командование 30-ю бронетанковую бригаду, входившую в 11-ю бронетанковую дивизию, которой к этому времени командовал Перси Хобарт. В июле 1941 года Кейтли был произведён в офицеры Ордена Британской империи.
В конце декабря 1941 года Кейтли был назначен исполняющим обязанности генерал-майора и стал комендантом тренировочной базы Королевского бронетанкового корпуса. Спустя всего пять месяцев на этой работе, он с 21 апреля 1942 года стал во главе 11-й бронетанковой дивизии, которая тогда базировалась в Великобритании, а затем с 19 мая 1942 года возглавил 6-ю бронетанковую дивизию, с которой прошёл Тунисскую кампанию, а затем Итальянскую кампанию. Кейтли был возведён в ранг компаньона Ордена бани за службу в Тунисе, а также награждён орденом «Легион почёта» от правительства Соединенных штатов. В сентябре 1943 года он получил постоянное звание подполковника, а в апреле 1944 года стал полковником.
В декабре 1943 года он сменил команд с генерал-майор Вивиан Эвели на посту командующего 78-й пехотной дивизией, которая также действовала в Италии. Дивизия стало его первым пехотным подразделением. В августе 1944 года Кейтли был награждён орденом «За выдающиеся заслуги», а успешное командование бронетанковой и пехотной дивизиями позволили ему получить в августе 1944 года повышение до исполняющего обязанности генерал-лейтенанта. В этом звании он был назначен командующим V корпусом 8-й армии. В возрасте всего 42 лет он стал самым молодым офицером Британской армии, возглавившим боевой корпус. Он командовал этим подразделением во время операции «Олива» — наступлении на Готскую линию осенью 1944 года, а также во время финального весеннего наступления в апреле 1945 года, когда он взял на себя ведущую роль в боях за Ардженту. После капитуляции немецких сил корпус был переброшен в Австрию. 8 мая 1945 года Кейтли подписал демаркационное соглашение с командующим 1-й болгарской армией генералом Владимиром Стойчевым в Клагенфурте.
В Восточном Тироле и Каринтии армия Кейтли приняла капитуляцию казаков, воевавших на стороне Германии под командованием Петра Краснова, Султана Клыч-Гирея и Андрея Шкуро, и XV казачьего кавалерийского корпуса СС под командованием Гельмута фон Паннвица. На Ялтинской конференции англичане обязались вернуть советских граждан в СССР. После консультации с Гарольдом Макмилланом Кейтли осуществил передачу казаков с семьями Советскому Союзу вне зависимости от их гражданства, включая лиц с французскими, немецкими, югославскими и нансеновскими паспортами. Пленные были обманом доставлены в Юденбург и принудительно переданы СМЕРШ; казачьи генералы, ряд командиров и рядовых были вскоре казнены, основную часть выданных казаков (включая женщин) отправили в ГУЛАГ.
В середине 1945 года Кейтли был произведён в рыцари Ордена Британской империи. Его кандидатура была предложена на должность командующего «Корпусом Содружества», который должен был принять участие в операции «Коронет», втором этапе запланированного вторжения в Японию. Корпус был составленный из пехотных дивизий австралийских, британских и канадских армий. Однако австралийское правительство возражало против назначения офицера без боевого опыта в войне с японцами, к тому же война закончилась до того, как корпус был окончательно сформирован.

## Послевоенная карьера
В 1946 году Кейтли покинул Австрию и продолжил службу в своём постоянном звании генерал-майора, которое получил в феврале 1945 года. Он занял должность директора по военной подготовке в Министерстве обороны. В 1948 году его перевели на должность военного секретаря и повысили в звании до генерал-лейтенанта. 21 сентября 1949 года он вступил в командование Британской армией Рейна в Германии , отказавшись от этого поста в апреле 1951 года. ВО время пребывания в должности Кейтли был произведён в рыцари-командоры Ордена бани.
В мае 1951 года Чарльз Кейтли стал главнокомандующим Дальневосточными сухопутными силами в звании генерала. В сентябре 1953 года он был назначен главнокомандующим Средневосточными сухопутными силами. В том же 1953 году Кейтли получил почетное назначение флигель-адъютантом королевы на трехлетний срок. В его пребывание на Ближнем Востоке разразился Суэцкий кризис, и Кейтли был ответственным за проведение операции «Мушкетёр» в 1956 году. За службу в период с октября по декабрь 1956 года он был произведён в рыцари большого креста в Ордена Британской империи, а также в кавалеры ордена Почетного легиона. В январе 1957 года он подал в отставку с поста главы Средневосточного командования и ушел из армии в августе того же года.
С 23 ноября 1947 года до 23 ноября 1957 года Кейтли занимал почётную должность полковника 5-го (Иннискиллингского) королевского драгунского полка. Он также занимал почётную должность комендант-полковника кавалерийского крыла Королевского бронетанкового корпуса до апреля 1968 года.
Находясь в отставке, Кейтли принял должность губернатора и главнокомандующего Гибралтара, которую занимал с мая 1958 года до октября 1962 года. Фактически он уволился из армии во второй раз, поскольку его роль как главнокомандующего, хотя и не оплачивалась из армейского бюджета, считалась активной службой. В 1963 году он был назначен членом Королевского патриотического фонда. Умер в 1974 году.
Кейтли-Вэй, шоссе и тоннель в Гибралтаре, были названы в его честь.

## Публикации
- Keightley, Charles. Despatch by General Sir Charles F. Keightley GCB GBE DSO, Commander in Chief Allied Forces. Operations in Egypt, November to December 1956 (англ.). — London: Ministry of Defence, 1957. published in №41172, с. 5327—5337 (англ.) // London Gazette : newspaper. — London. — No. 41172. — P. 5327—5337. — ISSN 0374-3721..